# 漂綠
漂綠（是模仿漂白的英文 - whitewashing所創的一個名詞，也可用green sheen表達），是一種廣告或輿論操弄的形式，透過有欺騙性質的綠色公關和綠色行銷手段來讓公眾相信一個組織的產品、目標和政策都是環境友善的。通常採取漂綠策略的公司是為讓自身，或是供應商的所犯的環境失誤看起來與己無關。
當一個組織花費在"綠色"廣告上的資源遠高於花在無害環境的做法時，就是漂綠的行為。漂綠的範圍包括改變產品的名稱或是標籤（例如含有有害物質的產品），以喚起自然環境的想像，以及舉辦耗資數百萬美元的活動，將高污染能源公司描繪成生態友善公司。漂綠行為將不可持續的企業綱領和政策遮掩。由於公眾起而強烈指責這類"漂綠"行為，導致這個名詞出現的次數日益增加。
許多公司利用漂綠做法來提高其品牌的形象。複雜的公司結構可能會進一步模糊公司高層對整體情況的了解。對這種漂綠做法提出批評的人認為這種行為興起，加上無效的監管，導致消費者對所有綠色主張抱持懷疑態度，並將消費者推動公司走向綠色製造流程和業務運營的力量削弱。
由於近年來消費者對環保商品和服務的需求增加，導致漂綠活動也隨之增加。為阻止公司利用漂綠做法來欺騙消費者，如英國的廣告行為委員會等組織開始制定新法規、法律和指南，以遏止此類不當行為。

## 特徵
UL所屬的環境諮詢部門TerraChoice於2007年提出所謂的"漂綠七罪"，以"協助消費者清楚辨識提供誤導性環境聲明的產品"：
1. "隱藏的權衡：基於不合理的狹窄屬性而聲稱產品是"綠色"的，卻不關注關鍵環境問題。
2. "無證據"：無法透過易於取得的資訊或可靠的第三方認證來證實的主張。
3. "模糊性"是一種定義不明確或泛泛的主張，消費者可能會誤解其意義。例如所謂"純天然"並非一定是"綠色"。
4. "虛假標籤”：透過文字或圖像給人有第三方認可印象，但實際上並無認證存在。
5. "不相關"：說法可能是真的，但對尋求環保產品的消費者來說並不重要，或沒幫助。
6. "兩害相權取其輕"：這種說法在該產品類別可能為正確，但可能會將消費者對該類別更重大的環境影響注意力分散。
7. "撒謊"：採用完全錯誤的說法。

TerraChoice指出到2010年，美國聲稱綠色的消費品中，約有95%至少犯下上述其中一的罪行。

## 歷史
"維護美麗美國（Keep America Beautiful）"是一項由飲料製造商和其他人士於1953年發起的運動。把活動重點放在回收和處理亂丟垃圾的問題，而轉移人們對企業具有保護環境責任的注意力。運動的目的是阻止對一次性容器的監管，例如佛蒙特州通過的法案。
到1960年代中期，由於環保運動蓬勃發展，促使許多企業透過廣告塑造其新的綠色形象。前於麥迪遜大道大型廣告公司擔任主管（也是環保活動家和行動主義者）傑瑞·曼德將這種新的廣告形式揶揄為一種"生態色情（ecopornography）"。

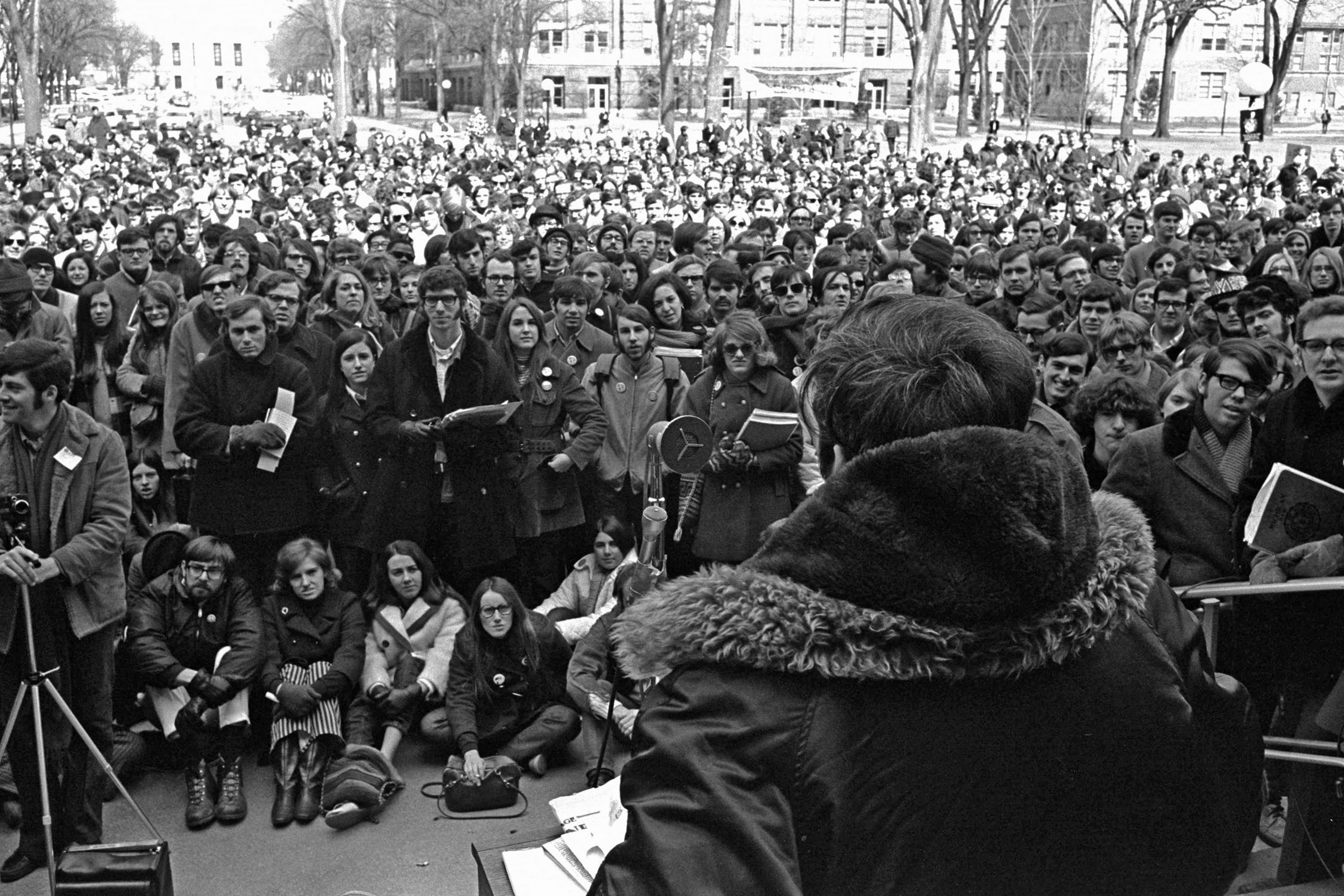
於1970年4月22日舉行的第一次世界地球日。

第一次世界地球日於1970年4月22日舉行，此活動促使許多行業開始宣傳自己對環境友善。公用事業公司斥資3億美元宣傳自己是清潔綠色公司。此數字比他們花在減少污染研究上的錢多了八倍。
"漂綠"這個名詞是由紐約州生態學家及環保人士傑·韋士特維德與其在1986年發表的一篇文章中所創，文章說酒店業在臥室中張貼告示，倡導毛巾重複使用，以"拯救環境"。他指出重複使用毛巾可節省洗滌成本，但這些機構通常很少或根本沒有努力減少浪費能源。他的結論是業者的基本目標通常是提升利潤，他將這種和其他有利可圖卻無效的"提高環保意識"行為標記為"漂綠"。
美國市場行銷協會於1991年出版的《公共政策與行銷雜誌（Journal of Public Policy and Marketing）》中發表的一項研究報告，說58%的環保廣告中至少有一個欺騙性的說法。另一項研究說有77%的人表示，一家公司的環境聲譽會影響他們購買其產品的意願。世界地球日期間所銷售的所有家用產品中有四分之一都宣傳自己是綠色環保的。 美國聯邦貿易委員會（FTC）於1998年制定一份"綠色指南"，為環境行銷中使用的名詞定義。隔年，FTC認定核能研究所的環保主張無效。由於這類組織不屬FTC管轄，因而對其廣告未採任何行動。但FTC意識到他們需要新的、明確的、可執行的標準。 greenwashing這個字於1999年被收入《牛津英語詞典》之中。
於1992在巴西里約熱內盧舉行的地球高峰會，綠色和平組織在召開前幾天發佈《綠色和平組織論漂綠手冊》，其中描述企業控制聯合國會議的實情，並提供企業污染者與其言論之間對比的案例研究。非營利組織第三世界網路（Third World Network）發表前述報告的擴充版："漂綠：企業環保主義背後的現實（Greenwash: The Reality Behind Corporate Environmentalism）"。

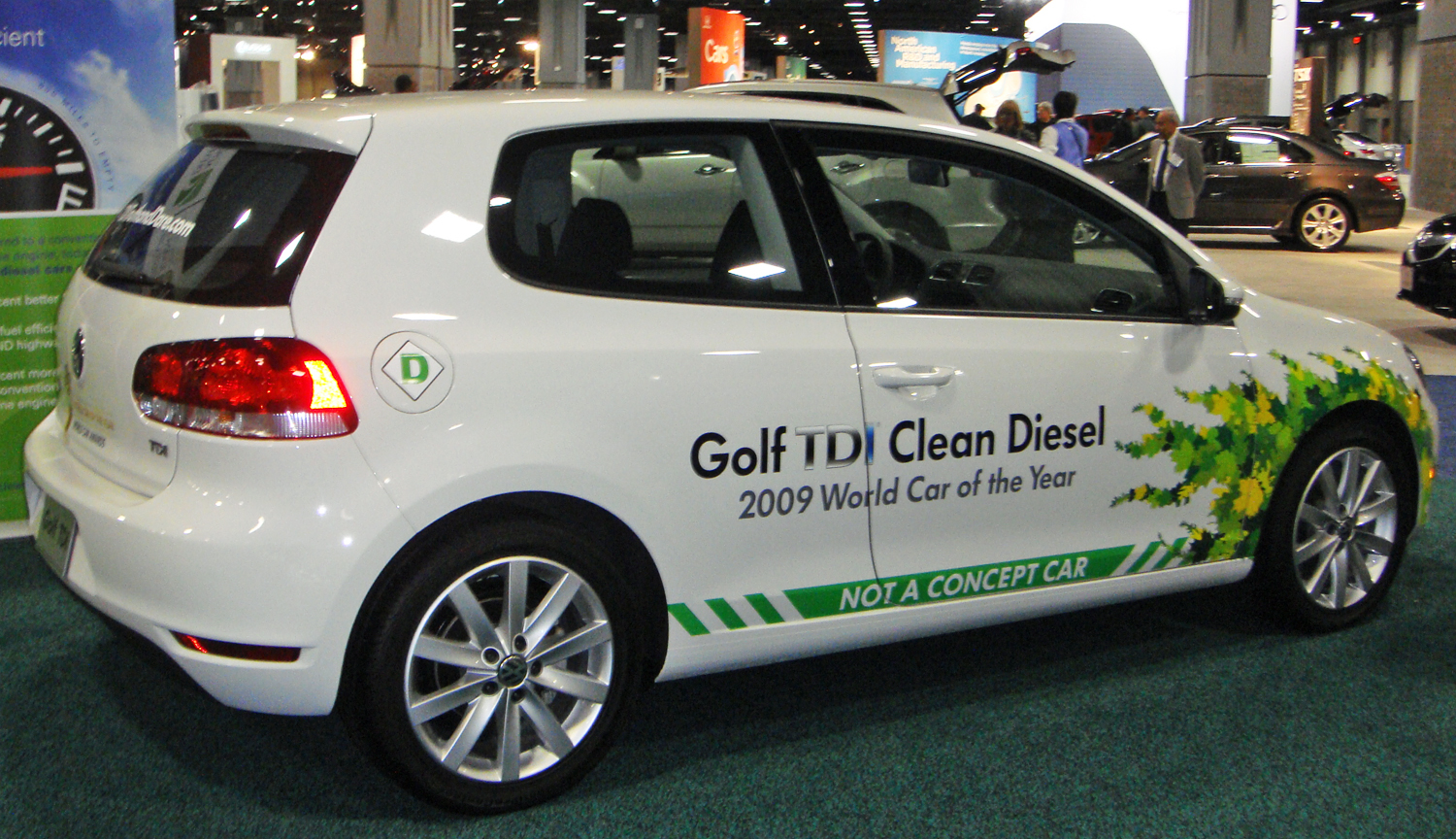
福斯公司於2010年出品的福斯Golf TDI，標榜清潔排放效果，卻在2015年爆出引擎廢氣排放造假醜聞。

於2002年在南非約翰尼斯堡世界峰會期間，漂綠學院（Greenwashing Academy）舉行儀式，頒發漂綠學院獎，表彰BP、埃克森美孚公司，甚至是美國聯邦政府等機構精心製作的漂綠廣告和它們對漂綠的支持。

## 舉例

### 時尚產業
- 金百利克拉克公司宣稱其紙尿褲"純天然"，且採用的是綠色包裝。產品外部使用有機棉，但內部仍使用與前相同的石化凝膠。幫寶適還聲稱其"Dry Max"紙尿褲透過減少尿布中的紙絨量來減少垃圾掩埋量，同時也能節省生產成本。[19]
- 2020年1月，無皮草聯盟（Fur Free Alliance）指出倡導毛皮養殖場動物福利的"WelFur"標籤，其認證實際是由歐洲毛皮養殖場相關產業運作，有利益衝突的嫌疑。[20]
- 由石英財經網經營的《Quartz News（英语：Quartz News）》所發佈的一篇有關服裝公司H&M生產過的程報導，導致該公司受到漂綠的批評。[21]

### 食品產業
- 麥當勞於2009年將其歐洲標誌的顏色從黃與紅改為黃與綠，公司發言人解釋說這一變化是"為澄清[他們]保護自然資源的責任。"[22]麥當勞在2021年10月發佈消息，承諾到2050年實現淨零排放，而被指控在作漂綠。[23]
- 星巴克為響應越來越多禁用塑膠吸管的呼籲，於2018年推出一款內置吸管的蓋子，但其塑料重量比舊吸管和蓋子的總重量還多（但新的設計可供回收）。[24]

### 汽車工業
- 英國廣告標準局（英语：Advertising Standards Authority (United Kingdom)）維持對鈴木 (公司)、喜悅汽車、豐田汽車和凌志等主要汽車製造商投訴的判決，認定這些車廠對其產品進行虛假宣傳。[25]
- 福斯汽車為他們的汽車安裝"規避檢查裝置"，只在汽車排放進行測試時才會啟動減少污染排放。相較之下，在正常使用時，汽車排放的氮氧化物是合標水平的40倍（參見福斯集團汽車舞弊事件）。[26]《富比士》雜誌估計，這起醜聞讓福斯汽車損失354億美元。[27]也有其他車廠在排放系統上作弊（參見柴油引擎排放造假弊案（英语：Diesel emissions scandal））。[28]
- 奧斯頓·馬丁、羅伯特·博世有限公司等品牌於2020年11月被發現資助一份報告，該報告將電動汽車能導致的環境效益淡化，並提供有關電動汽車製造過程中產生的二氧化碳排放的誤導性信息，作為對英國政府宣布將從2030年起禁止銷售內燃機車輛的回應。[29]Clendon Communications是一家空殼公司，冒充為公共關係機構，目的為宣傳前述報告，該公司註冊在詹姆斯‧麥可‧史蒂芬斯(James Michael Stephens)名下。史蒂芬斯是奧斯頓·馬丁的政府與企業事務部門總監。鑑於奧斯頓·馬丁與Clarendon Communications之間的關係，這起醜聞被稱為"Astongate"。[29]
- 將下一個預定批准的歐洲輕型和中型車輛排放標準稱為"Euro 7"而非"Euro 6f"，由於新的標準對於污染物限值並未降低，也有漂綠的嫌疑。[30][31]
- 將結合有自動啟停系統和再生制動系統 (將煞車釋放的能量回充於電池) ，卻無專屬電動機的汽車（最多能提高約10%的燃油效率），稱為"微"混合動力汽車。[32]
- 將結合有小型電動機以輔助回收煞車釋放的能量，及輔助內燃機汽車加速的汽車稱為"溫和"或"聰明"的混合動力汽車。[33]
- 將混合動力汽車稱為"自充電"或是"汽油為燃料，以電力驅動"。[34][35]
- 插電式混合動力車在減排方面表現不佳。[36][37]但如果使用得當，這類車輛將有更大的減排潛力。[38]
- 純電動車的真正環境足跡受到質疑（參閱電池驅動電動車的環境足跡）。[39]
- 燃料電池驅動的電動汽車，使用的卻非綠色氫氣。[34]

### 石油產業
- 環境組織雨林行動網（英语：Rainforest Action Network）、亞馬遜觀察（英语：Amazon Watch）和文化干擾組織The Yes Men（英语：The Yes Men）將雪佛龍公司於2010年所從事的廣告活動描述成"漂綠"，而發起一場惡搞活動，以進行阻撓。[40]
- 雪佛龍於1985年發起最著名的漂綠廣告活動之一 - 其標榜"People Do"的廣告針對的是"具社會意識"的"有敵意受眾"。兩年後所做的調查發現加利福尼亞州民眾在保護環境方面，會在同類公司中較信任雪佛龍。美國化學理事會（英语：American Council）於1980年代末啟動一項名為"盡責關懷（Responsible Care）"的計劃，目的為揭示組織成員的環保表現和預防措施。由於盡責關懷的準則寬鬆，導致產業競相採用自我監管，以規避政府監管。[16][17]
- 據報導，BP在2010年代也曾從事過漂綠的行為。[41]

### 政治運動

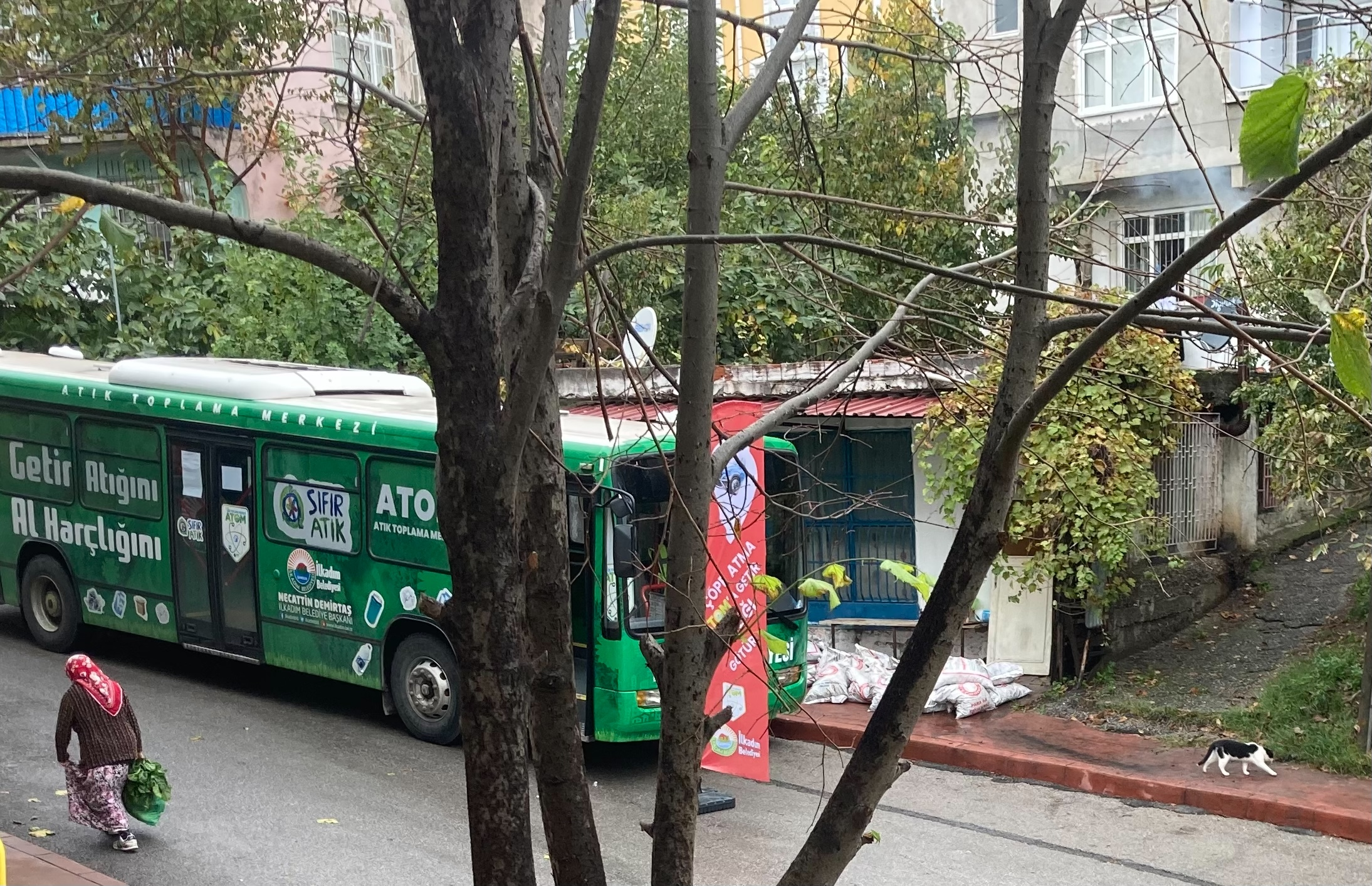
於土耳其黑海沿岸城市薩姆松，車身上漆有鼓勵回收標語的市政巴士，但街道旁堆積有政府提供的免費煤炭（置於袋內）（2022年）。控制政府的政黨禁止土耳其綠黨參與2023年大選。

- 於2010年，環保人士稱布希政府推動的晴空倡議（英语：Clear Skies Act of 2003）實際上會削弱空氣污染法規。[43]法國總統艾曼紐·馬克宏政府也頒布類似的法律，稱為"簡化生態規則"，這些法律因與晴空倡議理由類似而受到批評，但仍被法國政府稱為"生態法"。[44]
- "清潔煤炭"是2008年美國總統大選中有多個平台所採的一項倡議，倡議將碳捕集與封存作為減少碳排放的一種手段，透過捕集燃煤發電廠產生的二氧化碳後再將其注入地下的多孔岩層中。根據於英國《衛報》負責漂綠專欄的弗雷德·皮爾斯（英语：Fred Pearce），清潔煤炭是"終極的氣候變化矛盾修詞…根本是純粹而徹底的漂綠"。[45]澳大利亞時任財長的史考特·莫里森於2017年以"清潔煤炭"作基礎，建議提供清潔能源補貼以建造新的燃煤發電廠。[46]
- 用企業和政治語言將加拿大阿爾伯塔省蘊藏的的"Tar Sands（瀝青沙）"更名為"Oil Sands（油沙）"反映的是此項目的支持者和反對者間在進行的爭論。這種語義上的轉變可被視為漂綠中的一例，試圖抵消公眾對此行業在環境和健康影響方面日益增加的擔憂。雖然支持者聲稱這種轉變有科學根據，能更好反映沙中物質作為石油前體的用途，但環保組織認為這只是用更友善的名詞將問題掩蓋的手段。
- 2021年，沙烏地阿拉伯王儲穆罕默德·賓·沙爾曼宣佈在沙漠中開展植樹活動，作為到2060年實現碳中和計畫中的一項。有些氣候科學家將此計畫批評為漂綠的伎倆。[47][48][49]
- 一些環保活動者和批評者譴責2021年聯合國氣候變化大會（COP26）在進行漂綠。[50]他們還譴責2023年聯合國氣候變遷大會（COP28），據稱此次會議是所有締約方會議（英语：Conference of the parties）（COP）活動中碳足跡最高的會議。 在2023年5月，一名自稱為阿布達比國家石油公司（ADNOC） 員工的維基百科用戶被指控建議編輯關於COP28主席蘇丹·阿爾·賈比爾（英语：Sultan Al Jaber）的維基百科文章，以將其描述為氣候運動的支持者。[51]在2023年6月，於哈馬德·本·哈利法大學服務的馬克·歐文·瓊斯博士（Dr Marc Owen Jones）指出有大量明顯虛假的Twitter（現稱X）個人帳戶被用來捍衛阿爾·賈比爾的COP28主席職位。[52][53][54]

### 企業口號

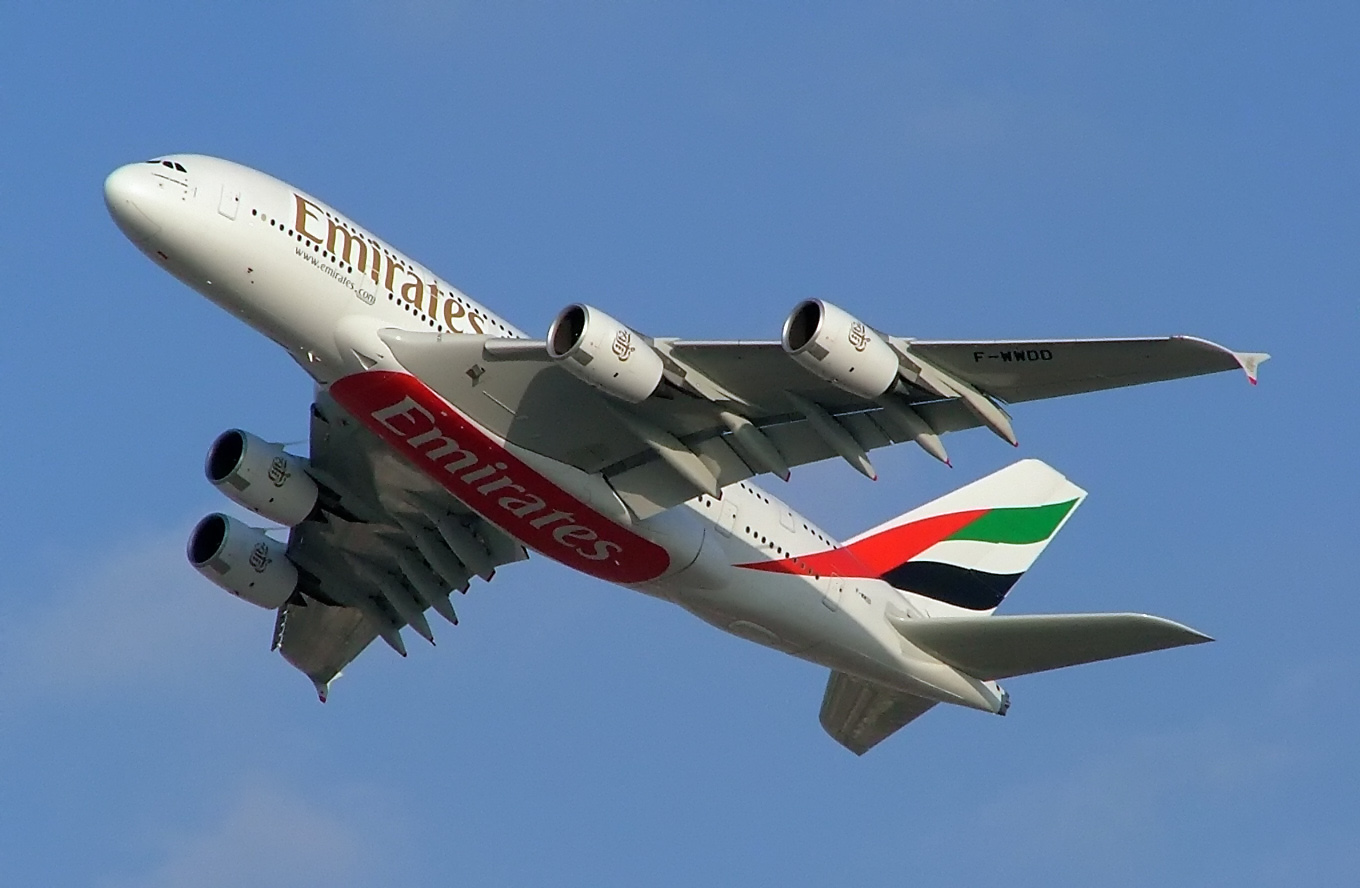
標榜"從內到外皆為優良環境"的空中巴士A380。

- "清潔燃燒的天然氣" - 燃燒天然氣與導致污染最嚴重的煤相比，其污染程度降低50%。透過水力壓裂開採天然氣，並透過管道輸送可能會導致甲烷排放進入大氣。甲烷是天然氣的主要成分，是種強效的溫室氣體。[55]雖然如此，天然氣經常在環境討論中被描述為一種更清潔的化石燃料。在實際運作上，天然氣發電可平衡太陽能和風能的間歇性問題。[56]天然氣可被視為是種有用的"過渡到使用氫的技術"，因為氫已可在已存在的天然氣網路中混合並用，最終可取代天然氣。
- 生物燃料號稱比化石燃料對環境更好，但有些生物燃料（例如棕櫚油）會導致森林砍伐（而導致更多的二氧化碳排放，造成氣候變化）。
- 《連線》雜誌上刊載的一篇文章，提起有些倡議環保商業活動的口號：如康卡斯特提倡以電子帳單取代紙本帳單，口號是"PaperLESSisMORE（少用紙，省更多）"，但康卡斯特卻使用大量紙張傳單進行宣傳。[57]
- 波蘭之泉（英语：Poland Spring）（於美國波蘭市生產）所用的號稱生態容器（用較少的塑料製造，且可回收）被譽為"存在一點天然，卻好處多多"，但有80%的飲料容器都被送往垃圾掩埋場。[57]
- 空中巴士A380客機被描述為"從內到外皆為優良環境"，但實際上航空旅行會產生很高的環境成本（參見航空業對環境的影響）。[57]
- BP是家跨國石油公司（前身稱為英國石油公司（The British Petroleum Company ），於2000年將品牌重塑為BP，是"Beyond Petroleum"的簡寫。更改活動包括將標誌改為綠色、大做廣告、於洛杉磯設立太陽能加油站以及在媒體上發表清潔能源言論，策略性將自己定位為"最綠色"的全球石油公司。但此活動成為公眾爭議的中心，因為該公司透過遊說活動尋求在保護區內的鑽探許可，而且因其運作不當導致嚴重的石油洩漏事件 - 最引人注目的是2006年的普拉德霍灣石油洩漏（英语：Prudhoe Bay oil spill）及2010年的墨西哥灣中深水地平線號鑽油平台爆炸事件（英语：Deepwater Horizon explosion）。[58]

### 環境、社會和公司治理（ESG）評級
- 明晟公司（MSCI）無視麥當勞間接造成的碳排放而對其環境、社會和公司治理（ESG）評級升級，麥當勞造成的排放量相當於葡萄牙等整個歐盟中型國家的排放量。MSCI將排放量重要性從5%降低到0%，並凸顯麥當勞一項新的回收措施（在某些地點安裝垃圾箱）。經觀察後發現是法國的監管壓力促使麥當勞等速食企業採取此類回收措施。 [59]
- 福斯汽車在2015年9月因使用"規避檢查裝置"而被美國國家環境保護局（EPA）處以超過250億美元的罰款，該公司於2009年至2015年生產的車輛污染率比廣告宣傳的要高得多。但該公司的ESG評級高於同行平均水平。[60]

## 後果

### 心理影嚮
漂綠是心理學研究中一個相對較新的領域，關於漂綠如何影響消費者和持份者的研究幾乎沒共識。最近發表的研究報告中，顯示不同國家和地區存在差異，這些消費者行為之間的差異可能歸因於文化或地理因素。

#### 對消費者感知的影響
研究人員發現消費者明顯喜歡真正環保的產品，遠超過那些經漂綠的。美國在線借貸市場LendingTree所做的的一項調查發現有55%的美國人願意花更多的錢購買他們認為更永續和環保的產品。
消費者對漂綠的看法也受到他們所接觸漂綠程度的影響。.其他研究表顯示少有消費者會注意到漂綠的行為，特別是當他們認為公司或品牌信譽良好之時。當消費者認為綠色廣告可信時，他們會對品牌持更正面的態度，即使事實上廣告是經漂綠的。
其他的研究顯示更加關注綠色的消費者更能分辨誠實的綠色行銷和漂綠廣告。對綠色環保的關注越多，他們不從那些有漂綠廣告的公司購買產品的意願就越強。當消費者透過口耳相傳推展產品時，綠色關注會強化消費者的購買意願，並強化對漂綠的認知。
研究顯示消費者不信任進行漂綠的公司，因為他們認為這種行為具有欺騙性。如果消費者認為一家公司的綠色行銷聲明與公眾利益相符，就會更相信這家公司，而讓這家公司受益。
當消費者認為綠色屬性會損害產品品質時就存有風險，即使消費者或利害相關者對綠色資訊並不持懷疑態度，但購買產品的意願會降低。傳遞綠色訊息和漂綠中經常使用的字和短語，例如"溫和"，可能會導致消費者認為綠色產品不如非綠色產品般有效。

#### 漂綠的歸因
生態標章可由外部組織授予，也可由公司本身自訂。這種做法引起人們的關注，因為公司可選擇性披露產品的好屬性，而不披露危害環境屬性，仍將產品標記為綠色的或是環保的。消費者期望同時看到公司內部和外部來源的生態標籤，但認為來自外部的更值得信賴。荷蘭特文特大學的研究人員發現未經認證或是漂綠的內部生態標籤仍會促使消費者認為這些公司是負責任的，因為消費者相信會使用內部生態標籤的，表示它們確實有意如此做。其他將歸因理論和漂綠連結起來的研究發現當公司使用綠色廣告時，消費者常將這種廣告視為漂綠，只顧到企業自身利益，綠色廣告可能得到適得其反的效果，特別是廣告中的環保聲明與公司的環保承諾有不符的情況時。

#### 對綠色商業的影響
研究消費者認知、心理學和漂綠的人員指出，企業應該在綠色廣告和行為方面要"說到做到"，以避免有漂綠的負面含義和認知。當綠色行銷、標籤和廣告與公司的環境作為相符時，它們才會最有效。這也受到這些環境作為的可見度影響，表示如果消費者不了解公司對永續發展或環保意識的承諾，就無法在評估公司或產品時加入綠色因素的考慮。
大量的漂綠行為會讓消費者對綠色行銷漠不關心或產生負面情緒。真正的綠色企業必須更加努力，以與那些使用虛假聲明的企業做區別。消費者可能會因漂綠的負面經歷，而對有效的永續發展主張做出負面反應。

## 遏制
公司可透過獨立驗證來取得環境認證，以避免漂綠的疑慮。例如於英國成立的碳信託於2007年推出一套標準，其既定目標是"終結漂綠行為，並凸顯那些真誠致力於環境工作的公司"。
人們曾嘗試透將漂綠行為公諸於世來降低其影響。俄勒岡大學曾與一家位於德克薩斯州的EnviroMedia Social Marketing合作創建漂綠指數，讓公眾上傳漂綠範例，並對其評分，但此指數最後一次更新發生在2012年。
一篇於2011年《商業道德雜誌》上發表的研究報告顯示透過永續發展評級可能可阻止漂綠行為。研究結果顯示具有較高的永續發展評級的公司比較低評級的公司有更高的品牌聲譽。無論公司的企業社會責任 (CSR) 傳播程度為何，都有相同的趨勢。這項發現顯示消費者對於永續性評級的關注，高於傳播企業社會責任，或是進行漂綠的行為。
世界廣告商聯合會於2022年為廣告商發布六項新指南，用以避免漂綠。這些指南倡導可信的環境主張和達成更為永續的成果。 

## 監管
全球針對誤導性環境聲明的規定各不相同，涵蓋的範圍從刑事責任到罰款，或是自願性準則皆有。

### 澳大利亞
根據《2010年澳大利亞競爭與消費者法案 》，會懲處那些提供誤導性環境聲明的公司。任何被判定犯有此類行為的組織都面臨最高600萬澳元的罰款。此外，被判定有罪者必須支付在澄清其產品或公司的實際環境問題時所產生的全部費用。

### 加拿大
加拿大競爭局和加拿大標準協會敦促企業避免對其產品會產生的環境影響做出"模糊的聲明"。任何主張都必須有"現成數據"予以支持。

### 歐盟
歐洲反詐騙辦公室 (OLAF) 負責處理涉及環境或永續發展因素的調查，例如歐盟資金在綠色產品可能遭濫用，以及可能在危害環境和健康的產品的仿冒與走私。它還處理非法砍伐以及將珍貴原木和木材走私到歐盟。
歐盟執行委員會於2021年1月與各國消費者保護機構合作，發佈對違反歐盟消費者保護法而被調查的消費者網站所作的年度調查報告。報告檢查各種消費品的綠色聲明，結論是這些網站中有42%的聲明可能是虛假和有誤導性，很可能會因不公平商業行為而遭到起訴。
在人們對企業生態永續性主張的真實性日益擔憂的背景下，漂綠已成為一重大問題，並因永續金融監管有漏洞存在而構成真正的挑戰。 歐洲證券及市場管理局（ESMA）對ESG相關基金的成長與漂綠之間的相關性發表概述。自2015年《巴黎協定》簽訂以來，在名稱中融入模糊的ESG相關語言的基金呈指數級增長，並有效的以欺騙方式吸引更多投資者。
DG FISMA（金融穩定、金融服務和資本市場聯盟總局（ Directorate-General for Financial Stability, Financial Services and Capital Markets Union））在2020-2024年議程針對漂綠的議題設定兩個目標：增加永續投資的資本以及加強歐洲金融市場的信任和投資者保護。
歐盟也達成一項臨時協議，要求對有員工超過250名、營業額超過4,000萬歐元的公司實施新的報告規則。這些企業必須披露其環境、社會和公司治理（ESG）的訊息，此作法將有助於打擊漂綠行為，預定將於2024年生效。歐盟執行委員會已提出一項增強2023年ESG評級透明度和完整性的提案。

### 挪威
挪威消費者監理署針對那些聲稱自己生產的汽車為"綠色"、"清潔"或是"環境友善"的製造商，制定一些世界上最為嚴格的廣告準則。監理署官員Bente Øverli表示："汽車之間除會造成大小不等的損害之外，對環境沒有任何好處。"如果製造商未能停止傳播誤導性廣告，將會面臨罰款的風險。 Øverli說她不知道其他國家在打擊汽車和保護環境方面會比挪威做得更為深入。

### 泰國
綠葉認證（Green Leaf Certification）是東南亞國家協會（ASEAN，簡稱東協）所創建，作為評估飯店環境保護效率的指標。此認證在泰國被認為有助於規範與綠色飯店相關的漂綠現象。生態旅館（或稱綠色飯店）係指在飯店業務營運中採用永續、環保做法的飯店。自東協旅遊業發展以來，到泰國旅遊的人數及金額均比鄰國為高，泰國於2015年的GDP有9%來自旅遊業。由於旅遊業成為泰國的經濟支柱，該國在20世紀90年代發展出"盡責旅遊業"，以促進國內社區的福祉和受到旅遊活動影響的環境。但研究顯示綠色旅館的經營原則和環境觀念與盡責旅遊業中企業社會責任的基礎發生衝突。在此背景下，綠葉認證可透過獨立的國際組織評估，給予一到五葉的評級，讓酒店業及供應鏈扛起可持續發展的企業社會責任。

### 英國
競爭與市場管理局於2021年9月發布《綠色聲明守則（Green Claims Code）》，以保護消費者免受誤導性環境聲明的影響，並保護企業免受不公平競爭的影響。

### 美國
FTC為環保行銷主張提供自願性，不能強制執行的指南，但賦予FTC起訴虛假和誤導性聲明的權利。

- 資格與揭露：在FTC的傳統，任何資格或揭露（例如本指南所述的資格或揭露）都應夠清晰、突出且易於理解，以防止欺騙。語言的清晰度、相對字體大小和與所限定的權利的接近性，以及不具有會削弱有效性的相反權利要求，可最大限度提高資格和披露的清晰度和突出性的可能。
- 產品、包裝和服務好處之間的區別：環境行銷聲明的提出方式應明確所主張的環境屬性或好處是指產品、包裝、服務，或產品、包裝或服務的部分或組件。一般來說，如果環境屬性或益處適用於產品或包裝的所有成分（不計入次要、附帶的成分），則無需證明。此一般原則有例外。例如，如果提出不合格的"可回收"聲明，且附帶成分又顯著限制產品可回收的能力，則此聲明就有欺騙性。
- 誇大環境屬性：環境行銷聲明不應以明示或暗示誇大產品或服務的環境屬性或益處的方式呈現。如果效益實際上甚輕微，行銷人員應避免顯著彰顯其環境效益。
- 比較聲明：包含有比較的環境行銷聲明的呈現方式應讓比較基礎足夠清晰，以避免欺騙消費者。此外，廣告商應該能證實比較結果。

FTC於2010年宣布將更新其環境行銷聲明指南，以減少漂綠行為。FTC對指南的修訂涵蓋廣泛的公眾意見，包括數百條消費者和行業對先前擬議修訂的評論，就構成誤導性信息的要素提供明確的指導，並要求提供明確事實證據。
FTC主席喬·萊博維茨表示："將環保產品引入市場，對於想要購買綠色產品的消費者和想要銷售這些產品的生產商來說是雙贏的做法。"萊博維茨也表示，只有行銷人員的主張簡潔且能證實，才能實現雙贏的目的。
FTC於2013年開始執行這些修訂條款，處罰六家不同的公司，其中五起案件涉及有關塑膠生物降解性的虛假或誤導性廣告 - ECM Biofilms、American Plastic Manufacturing、CHAMP、Clear Choice Housewares和Carnie Cap遭指控歪曲其經添加劑處理的塑膠生物降解性。
FTC指控第六家公司AJM Packaging Corporation違反禁止公司在沒有可靠科學資訊的情況下對產品或包裝採用"可降解、可生物降解或可光降解"的廣告宣傳。FTC要求公司披露並提供證明其環境聲明時必須有透明度。

### 中國
由於中國面臨環境挑戰，在綠色行銷和消費主義議題引起廣泛的關注。根據朱慶雲（音譯）和約瑟夫·薩爾基斯（Joseph Sarkis）所撰寫的《中國的綠色行銷和消費主義：文獻分析（Green Marketing and Consumerism in China: Analyzing the Literature）》，中國已實施環境保護法來規範商業部門。 《環境保護法》、《循環經濟促進法》等法規均載有禁止虛假廣告的規定。中國政府頒布《綠色廣告認證指南》、《環境標誌與生態產品認證指南》、《環境保護產品聲明標準》等法規和標準來規範綠色廣告和標誌。
這些準則提高綠色行銷的透明度，並防止虛假或誤導性聲明。 《綠色廣告認證指南》要求綠色廣告宣傳內容應真實、準確、可驗證。這些指南和認證要求生態標籤應基於科學和技術證據，且不可包含虛假或誤導性資訊。指南還要求生態標籤須易於理解，不能混淆或欺騙消費者。中國針對漂綠、綠色廣告和標籤制定的法規目的在於保護消費者並防止誤導性聲明。中國的氣候危機、永續發展和漂綠問題仍然嚴重，需要持續關注。
國務院辦公廳於2016年11月出台立法，以促進綠色產品的發展，鼓勵企業採取可持續的做法，並提到需要對綠色產品的標籤制定統一的標準，此為一種總體計劃或意見，並無具體實施細節，但已達到推動統一的綠色產品標準的發展。在此之前，綠色產品由不同的政府機構或產業協會制定不同的標準和指南，缺乏一致性和連貫性。早期制定的指導方針之一是來自國家環境保護局（於2018年改為生態環境部），環境保護局在2000年發布規範，因其規定不足，並未得到行業或消費者的廣泛認可。直到2017年有一套國家標準和建議推出後，才為綠色製造和綠色供應鏈的構成制定廣泛的指南。國家市場監督管理總局（SAMR）於2019年根據前述的指導方針制定綠色產品標籤法規，綠色產品標籤表明產品符合某些環保標準，業經認證機構對產品製造流程檢驗合格。綠色產品的標準和覆蓋範圍隨時間演進不斷擴大，直至2023年，綠色產品標準化仍在改進及完善之中。
在中國的綠色和平運動聚焦於空氣污染這個痛點。活動的目的在處理許多中國社區中普遍存在的空氣污染問題。運動一直致力於提高人們對空氣污染在健康和環境影響的認識，倡導更強有力的政府政策和法規來減少排放，並鼓勵轉向使用清潔和可再生能源。中國政府聲稱從2011年到2016年，透過製造商將全球快時尚品牌與中國的有毒化學污染聯繫起來。許多跨國公司和本土供應商已經停止使用有毒有害化學物質。其中包括愛迪達、班尼頓、博柏利、思捷環球 、H&M、PUMA、還有颯拉等。中國的綠色和平運動涉及多種活動，包括科學研究、公共教育和宣傳工作。活動組織公眾意識活動，吸引消費者和政策制定者參與，敦促他們採取行動改善空氣品質。中國當局還聲稱近年來，中共中央總書記習近平致力於控制燃煤發電廠的擴張。他也承諾停止在國外建造新的燃煤發電廠。綠色和平活動的目的在推動公眾和政府採取更嚴格的空氣污染控制措施，推廣更多清潔能源技術，並為中國的健康和永續發展提供貢獻。中國公民的健康是這個問題的首要問題，因為空氣污染一直是這個國家的嚴重問題。

## 相關用語
漂藍一詞描述的是將公司對盡責社會的承諾誇大的欺騙式行銷。這種描述主要在關注經濟和社區因素。
碳排放交易類似於"漂綠"，因為它給人一種環保的印象，但如果碳定價太低，或者如果授予大型排放者"免費額度"，則可能會適得其反。例如美國銀行的子行MBNA提供名為"Eco-Logique"萬事達卡，加拿大客戶在使用這些卡片時會獲得碳抵銷獎勵。顧客可能會覺得他們可透過購買這些商品來抵銷自己的碳足跡，但只有購買價格的0.5%是用來購買碳抵銷；其餘的交換費仍歸為銀行收入。

### 綠色詐騙
"綠色詐騙"指的是一個組織或產品的名稱給人錯誤認為具有環境友善性。
綠色詐騙尤其被工業公司和協會透過偽草根組織出面質疑對其商業模式不利的科學發現。其中一例是化石能源產業公司否認人為造成的全球氣候變化，經由專門成立的掩護機構出面推動。
綠色詐騙組織積極參與有組織的氣候變化否定論。其中重要的資助者是埃克森美孚公司，該公司為100多個否認氣候變化的組織提供財務支持，支出約2,000萬美元。美國地質學家及前大學校長詹姆斯·勞倫斯·鮑威爾將其中許多組織的"冠冕堂皇"的名稱視為最顯著的共同特徵，沒一名字會讓人推斷否認氣候變化是他們的"成立目的"。他引用美國非營利組織關注科學家聯盟編製的否認氣候變化組織名錄，其中包括有埃克森美孚資助的43個組織。名單上的第一家稱為非洲對抗瘧疾，其網站上刊登反對氣候變化緩解概念的文章和評論，而實際上氣候變化會加劇瘧疾肆虐的風險。

#### 舉例
綠色詐騙組織的例子另包括國家濕地聯盟、鷹山之友（Friends of Eagle Mountain）、撒哈拉俱樂部（The Sahara Club）、環境與資源聯盟（The Alliance for Environment and Resources）、北美豐富野生動物協會（The Abundant Wildlife Society of North America）、全球氣候聯盟、國家荒野研究所（the National Wilderness Institute）、美國環境政策聯盟（Environmental Policy Alliance）、組織研究和教育中心以及美國科學與健康委員會。這些表面上的環保組織背後隱藏著工商界的利益。例如石油鑽探公司和房地產開發商支持國家濕地聯盟。相較之下，鷹山之友得到一家礦業公司的支持，該公司希望將露天礦場改造成垃圾掩埋場。全球氣候聯盟得到反對政府實施氣候保護措施的企業支持。其他綠色騙局組織包括由核工業支持的美國能源意識委員會。荒野影響研究基金會，代表伐木工人和牧場主人的利益，以及代表土地所有者利益的美國環境基金會。
另一綠色騙局組織是一家名為"Northwesterners for More Fish"的組織，該組織於1998年的預算為260萬美元。此組織反對對瀕危魚類的保護措施，並試圖抹黑促進保護魚類棲息地人士的名譽，因保護措施將會對能源公司、鋁公司和該地區木材工業的利益造成限制。煤炭產業資助的二氧化碳與全球變化研究中心、國家環境政策研究所（ the National Environmental Policy Institute）和環境資訊委員會也是綠色詐騙組織。
在德國有"歐洲氣候與能源研究所（European Institute for Climate and Energy）"（EIKE）也採用相同形式的運作（即欺騙），其名字看似一個重要的科學研究機構，而事實上是個遊說組織，既沒辦公室，也沒僱用氣候科學家，僅在其網站上傳播有關氣候問題的虛假新聞。

## 延伸閱讀
- Catherine, P. (n.d). Eco-friendly labelling? It's a lot of 'greenwash'. Toronto Star (Canada), Retrieved from Newspaper Source database.
- Clegg, Brian. . London: Eden Project. 2009. ISBN 978-1-905811-25-0.
- Dobin, D. . Lodging Hospitality. 2009, 65 (14): 42.
- Greer, Jed; Bruno, Kenny. . Penang, Malaysia: Third World Network. 1996. ISBN 983-9747-16-9.
- Jenny, D. (n.d). New reports put an end to greenwashing. Daily Telegraph, The (Sydney), Retrieved from Newspaper Source database.
- Jonathan, L. (n.d). Why 'greenwash' won't wash with consumers. Sunday Times, The, Retrieved from Newspaper Source database.
- Lubbers, Eveline. . Monroe, Me: Common Courage Press. 2002. ISBN 1-56751-224-0.
- Nelson, Robert H.  (PDF). Case Western Reserve Law Review (Social Science Research Network). 2004-03-10, 55: 51  [2021-03-11]. SSRN 2211873 . （原始内容存档 (PDF)于2023-11-15） （英语）.
- Priesnitz, W. . Natural Life. 2008, (121): 14–16 –GreenFILE database.
- Seele, Peter; Gatti, Lucia. . Business Strategy and the Environment. 2017, 26 (2): 239–252  [2015-12-05]. ISSN 1099-0836. doi:10.1002/bse.1912. （原始内容存档于2017-08-30） （英语）.
- Tokar, Brian. . Boston, MA: South End Press. 1997. ISBN 0896085589.
- . Standards Council of Canada. 2023  [2024-01-21]. （原始内容存档于2023-07-14）.
- . European Environment & Packaging Law Weekly. 2009, (159): 28. ISSN 1750-0087 –GreenFILE database.
- Greenscamming. The Encyclopedia of World Problems and Human Potential （页面存档备份，存于）.
- New rules aim to clamp down on corporate greenwashing （页面存档备份，存于） Reuters. 2023-06-26.

## 外部連結
- Roberts Environmental Center （页面存档备份，存于） - ratings of corporate sustainability claims.
- How Greenwashing Works at HowStuffWorks
- Greenwashing in Popular Culture and Art
- What is Greenwashing, and Why is it a Problem?" （页面存档备份，存于）
- Streaming audio of a 2011 radio program on the subject of Green Marketing/Greenwashing （页面存档备份，存于）—from CBC Radio.
- Green claims, European Commission （页面存档备份，存于）.